# ألوسيو دا سيلفا فيلهو
ألوسيو دا سيلفا فيلهو (بالبرتغالية: Aloísio da Silva Filho‏) هو لاعب كرة قدم برازيلي في مركز حراسة المرمى، ولد في 9 ديسمبر 1974 في ريو ريال في البرازيل. لعب مع نادي أيه بي سي ونادي إيكاسا ونادي فلومينينسي دي فييرا ونادي فورتاليزا ونادي كولو كولو ريجاتاس.

## وصلات خارجية
- ألوسيو دا سيلفا فيلهو على موقع قاعدة بيانات كرة القدم.إي يو (الإنجليزية)
- ألوسيو دا سيلفا فيلهو على موقع Soccerway.com (الإنجليزية)